# Parasemia selwyni
Parasemia selwyni är en fjärilsart som beskrevs av Edwards 1885. Parasemia selwyni ingår i släktet Parasemia och familjen björnspinnare. Inga underarter finns listade i Catalogue of Life.